# Matthias Erzberger
Matthias Erzberger, född 20 september 1875 i Buttenhausen, död 26 augusti 1921 i Bad Griesbach im Schwarzwald, var en tysk politiker tillhörande Centrumpartiet. 

## Biografi
Erzberger var ursprungligen folkskollärare, från 1896 journalist i centerpressen och invaldes 1903 i riksdagen, där han bekämpade Tysklands kolonialpolitik. På grund av centerns hållning 1906, som i hög grad influerades av Erzberger, skedde upplösning och nyval, de så kallade "hottentottvalen". Erzberger blev senare ledare för centerns vänsterflygel, bekämpade under första världskriget hetsigt Theobald von Bethmann Hollwegs politik, och var livligt verksam i de händelser som ledde till dennes fall i juni 1917. Erzberger var också den som, genom sin anslutning till den så kallade fredsresolutionen, vilken antogs av riksdagen samma år, stärkte fredsförespråkarna. 
Vid regeringsskiftet mellan Georg von Hertling och prins Max av Baden den  3 oktober 1918 blev Erzberger statssekreterare, och efter revolutionen i november 1918 blev han riksminister den 13 februari 1919. Som statssekreterare var han ledare för den tyska delegation som i en järnvägsvagn i Compiègne undertecknade Tysklands kapitulation klockan 05:10 den 11 november 1918. Stilleståndet skulle träda i kraft samma dag klockan 11:00. Efter detta verkade han för att Tyskland skulle underteckna Versaillesfreden. I juni 1919 blev Erzberger ställföreträdande ministerpresident och finansminister i Gustav Bauers regering och genomdrev i denna egenskap en centralisering av finanserna till rikets förmån. Han avgick i mars 1920, svårt komprometterad i en mot honom av Karl Helfferich förd process, i vilken han ej helt kunde fria sig från de riktade anklagelserna. 
Hans försonande inställning till de allierade skaffade honom många fiender i nationella och högerextrema kretsar och Erzberger mördades 1921 av två före detta officerare, Heinrich Schulz (1893–1979) och Heinrich Tillessen (1894–1984), på anstiftan av Manfred von Killinger. Erzbergers memoarer, Erlebnisse im Weltkrieg, utkom 1920.

### Webbkällor
- ”Matthias Erzberger, Politiker” (på tyska). Deutsches Historisches Museum. Arkiverad från originalet den 17 maj 2014. https://www.webcitation.org/6Pe6HFQej?url=http://www.dhm.de/lemo/html/biografien/ErzbergerMatthias/. Läst 17 maj 2014.